# Röthenbach (Kaltenbach)
Die Röthenbach ist ein ganzjähriges Fließgewässer im Bayerischen Alpenvorland.
Er entsteht wenig entfernt von den Willinger Filzen, unterquert die A8, nimmt von rechts den Forstinger Bach im Eulenaugraben auf, um schließlich von links in den Kaltenbach zu münden.